# Попов Яр (балка)
Попов Яр — балка (овраг) в Воронежской области России. Начинается в урочище Поповка, оканчивается в селе Талы выходом на правый берег реки Богучарка в 51 км от её устья (49°52′20″ с. ш. 40°07′09″ в. д.).
В средней части к левому берегу балки примыкает крупный овраг, начало которого находится у села Рудаевка. По данному оврагу и по балке Попов Яр временно происходит сток воды. Данный водоток имеет длину 14 км и площадь водосборного бассейна 78,8 км².

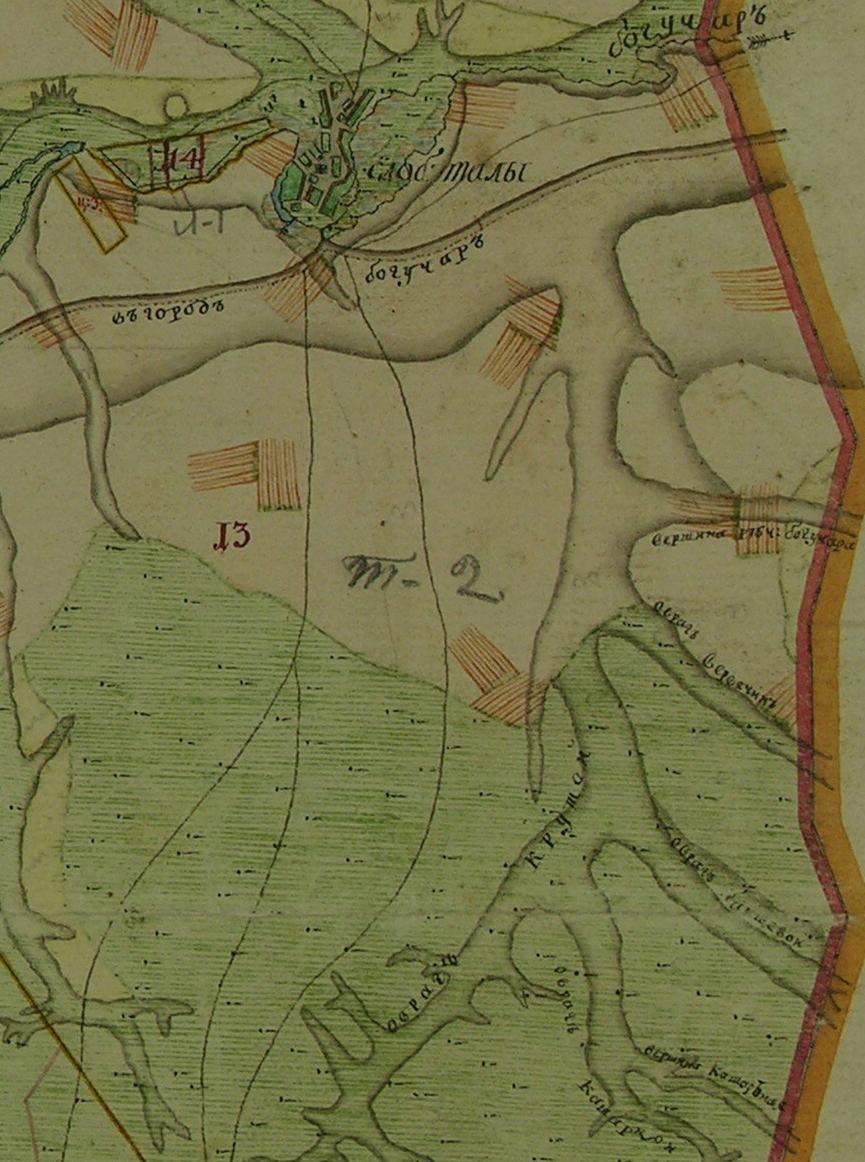
Овраг Крутой (ныне балка Попов Яр) на плане Генерального Межевания конца XVIII века.

## Данные водного реестра
В данных государственного водного реестра России данный водоток назван как река оврага Рудаев, относится к Донскому бассейновому округу, водохозяйственный участок реки — Дон от города Павловск и до устья реки Хопёр, без реки Подгорная, речной подбассейн реки — бассейны притоков Дона до впадения Хопра. Речной бассейн реки — Дон (российская часть бассейна).
Код объекта в государственном водном реестре — 05010101212107000004690.

## Исторические сведения
Данная балка, в верховье как овраг Вервечик, а в низовье как овраг Крутой, была обозначена на плане генерального межевания Богучарского уезда Воронежской губернии конца XVIII века. С тех времён лишь только одно ответвление данной балки сохранило своё название — овраг Кашарной (ныне — балка Кошарная).